# Emblyna piratica
Emblyna piratica är en spindelart som först beskrevs av Ivie 1947.  Emblyna piratica ingår i släktet Emblyna och familjen kardarspindlar. Inga underarter finns listade i Catalogue of Life.